# Lissosculpta aequatorialis
Lissosculpta aequatorialis là một loài tò vò trong họ Ichneumonidae.